# Karl Leubert
Karl Leubert (* 1887; † vor September 1941) war ein deutscher Architekt.

## Leben
Leubert war ab spätestens 1912 in Nürnberg tätig und wurde als Mitglied in den Bund Deutscher Architekten (BDA) berufen. Gemeinsam mit Hans Lehr betrieb er das Architekturbüro Lehr und Leubert, aus dem die Planung der Siedlung Loher Moos und die meisten Pläne des historischen Bereichs der Gartenstadt in Nürnberg hervorgingen.

## Bauten und Entwürfe
siehe Hans Lehr (Architekt)#Bauten und Entwürfe (Auswahl)